# Elimination Chamber (2014)
Cet article concerne l'édition 2014 du pay-per-view Elimination Chamber. Pour toutes les autres éditions, voir WWE Elimination Chamber.
Elimination Chamber est un pay-per-view de catch produit par la WWE. Ce fut le 5e Elimination Chamber annuel, qui a eu lieu le 23 février 2014, au Target Center, à Minneapolis, et a présenté un Elimination Chamber match lors du main-event de ce show.

## Contexte
Les spectacles de la WWE en paiement à la séance sont constitués de matchs aux résultats prédéterminés par les scénaristes de la WWE. Ces rencontres sont justifiées par des storylines une rivalité avec un catcheur, la plupart du temps ou par des qualifications survenues dans les émissions de la WWE telles que Raw, SmackDown, Superstars et Main Event. Tous les catcheurs possèdent une gimmick, c'est-à-dire qu'ils incarnent un personnage gentil ou méchant, qui évolue au fil des rencontres. Un pay-per-view comme Royal Rumble est donc un événement tournant pour les différentes storylines en cours.

### Elimination Chamber match
Lors du Raw du 27 janvier, Triple H annonce que Randy Orton défendra son WWE World Heavyweight Championship à Elimination Chamber dans un Elimination Chamber match. Plus tard dans la soirée, un Six Man Tag Team match est organisé pour déterminer les 3 premiers participants de Elimination Chamber match pour le WWE World Heavyweight Championship (sans compter Orton). Le match opposa John Cena, Sheamus et Daniel Bryan contre The Shield, il fut gagné par Cena, Sheamus et Bryan par disqualification à la suite d'une attaque de la Wyatt Family sur ces derniers. Le 31 janvier à Smackdown Cesaro gagne sa place pour l'Elimination Chamber match en battant Dolph Ziggler et Christian se qualifie lui aussi pour ce match en battant Jack Swagger,.

### The Shield contre The Wyatt Family
The Shield était face à Daniel Bryan, John Cena et Sheamus mais la Wyatt Family intervient dans le match et par conséquent Daniel Bryan, John Cena et Sheamus sont qualifiés pour l'Elimination Chamber match. The Shield, énervés, demandent un match face à la Wyatt Family. Triple H confirme le match.

### Batista contre Alberto Del Rio
Après son retour à la WWE, Batista entre en rivalité avec Alberto Del Rio, ce dernier prétendant pouvoir l'éliminer lors du Royal Rumble 2014. Batista l'agresse après chaque match. Triple H, trouvant cela agaçant, annonce un match simple entre ces deux catcheurs.

### Big E contre Jack Swagger
Jack Swagger a gagné un match aspirant au titre Intercontinental face à Kofi Kingston, Mark Henry et Rey Mysterio. Il affrontera Big E  à Elimination Chamber 2014 pour le WWE Intercontinental Championship. 

## Tableau des matchs
| #                                                                | Match, | Stipulation | Durée |
| ---------------------------------------------------------------- | --- | --- | ----- |
| Pré-Show                                                         | Cody Rhodes & Goldust battent Ryback et Curtis Axel                                                                    | Tag team match | 10:25 |
| 1                                                                | Big E (c) bat Jack Swagger                                                                                             | Match Simple pour le Intercontinental Championship                                                                                    | 11:50 |
| 2                                                                | New Age Outlaws (Road Dogg et Billy Gunn) battent The Usos                                                             | Match Simple pour les WWE Tag Team Championship                                                                                       | 8:34  |
| 3                                                                | Titus O'Neil bat Darren Young                                                                                          | Match Simple | 8:17  |
| 4                                                                | Wyatt Family (Bray Wyatt, Erick Rowan et Luke Harper) battent The Shield (Dean Ambrose, Roman Reigns et Seth Rollins). | Six Man Tag Team match. | 22:42 |
| 5                                                                | Cameron bat AJ Lee (c) par disqualification                                                                            | Match Simple pour le WWE Diva Championship                                                                                            | 4:30  |
| 6                                                                | Batista bat Alberto Del Rio                                                                                            | Match Simple. | 7:11  |
| 7                                                                | Randy Orton (c) bat John Cena, Sheamus, Daniel Bryan, Cesaro et Christian.                                             | Elimination Chamber match pour le WWE World Heavyweight Championship. Le vainqueur de ce match affrontera Batista à WrestleMania XXX. | 37:30 |
| (c) désigne le(s) champion(s) défendant son titre dans le match. | | |       |

## Ordre des éliminations dans l'Elimination Chamber match
| Elimination # | Catcheur     | Entrée | Éliminé par  | Manière                           | Temps |
| ------------- | ------------ | ------ | ------------ | --------------------------------- | ----- |
| 1             | Sheamus      | 2      | Christian    | Frog Splash du haut d'une chambre | 26:03 |
| 2             | Christian    | 4      | Daniel Bryan | Running High Knee Drop            | 27:12 |
| 3             | Cesaro       | 1      | John Cena    | Soumission sur le STF             | 30:10 |
| 4             | John Cena    | 5      | Randy Orton  | Sister Abigail de Bray Wyatt      | 32:38 |
| 5             | Daniel Bryan | 3      | Randy Orton  | RKO                               | 37:30 |
| Vainqueur     | Randy Orton  | 6      |              | Vainqueur                         | 37:30 |